# Jerry Akaminko
Jerry Akaminko (Accra, 2 de maio de 1988) é um futebolista profissional ganês que atua como defensor.

## Carreira
Jerry Akaminko fez parte do elenco da Seleção Ganesa de Futebol na Campeonato Africano das Nações de 2013.

## Títulos
Gana
- Campeonato Africano das Nações: 2015 4º Lugar.